# Dolton (Dakota del Sud)
Dolton és una població dels Estats Units a l'estat de Dakota del Sud. Segons el cens del 2000 tenia 41 habitants.

## Demografia
Segons el cens del 2000, Dolton tenia 41 habitants, 18 habitatges, i 12 famílies. La densitat de població era de 63,3 habitants per km².
Dels 18 habitatges en un 11,1% hi vivien nens de menys de 18 anys, en un 50% hi vivien parelles casades, en un 0% dones solteres, i en un 33,3% no eren unitats familiars. En el 27,8% dels habitatges hi vivien persones soles el 5,6% de les quals corresponia a persones de 65 anys o més que vivien soles. El nombre mitjà de persones vivint en cada habitatge era de 2,28 i el nombre mitjà de persones que vivien en cada família era de 2,83.
Per edats la població es repartia de la següent manera: un 14,6% tenia menys de 18 anys, un 4,9% entre 18 i 24, un 26,8% entre 25 i 44, un 39% de 45 a 60 i un 14,6% 65 anys o més.
L'edat mediana era de 48 anys. Per cada 100 dones de 18 o més anys hi havia 169,2 homes.
La renda mediana per habitatge era de 24.688 $ i la renda mediana per família de 24.063 $. Els homes tenien una renda mediana de 34.375 $ mentre que les dones 11.250 $. La renda per capita de la població era de 12.833 $. Cap de les famílies estaven per davall del llindar de pobresa.

## Poblacions més properes
El següent diagrama mostra les poblacions més properes.